# Heidelberger Ruderklub 1872
Heidelberger Ruderklub 1872 e.V. (alla lettera Club di canottaggio di Heidelberg), anche Heidelberg RK o HRK, è una società polisportiva tedesca di Heidelberg; la sua sezione di rugby a 15 è una delle due società professionistiche del Paese, mentre quella di canottaggio è tuttora dilettantistica.
Fondato nel 1872, è il club rugbistico più antico di Germania e ha vinto 9 edizioni del campionato federale, la Bundesliga, più 3 edizioni del vecchio Deutsche Meisterschaften, campionato disputatosi fino al 1970.

## Palmarès
- Bundesliga: 11
1972-73, 1975-76, 1985-86, 2009-10, 2010-11, 2011-12, 2012-13, 2013-14, 2014-15, 2016-17, 2017-18